# Magic - Magia
Magic - Magia (Magic) è un film horror psicologico del 1978, diretto da Richard Attenborough, con Anthony Hopkins, Ann-Margret e Burgess Meredith. È stato scritto da William Goldman, già autore del romanzo da cui è tratto.

## Trama
Corky Withers, aspirante prestigiatore, ha fallito il suo tentativo di entrare nello show business dei maghi da palcoscenico. Per questo si specializza in numeri di ventriloquismo con il pupazzo  Fats (nel doppiaggio italiano Forca), nei quali è bravissimo: ma presto inizia ad essere succube del pupazzo, che inizia a parlare di sua spontanea volontà, trasformandolo in un assassino.
Hopkins è anche il doppiatore di Fats nella versione originale.